# Karl Hofmeister (Fußballspieler)
Karl Hofmeister (* 16. November 1947) ist ein ehemaliger österreichischer Fußballspieler und -trainer sowie ehemaliger Bürgermeister der Stadt Kindberg.

## Leben
Karl Hofmeister wechselte im Jänner 1975 in der Ära des Trainers Karl Schlechta als Fußballspieler vom Zweitligisten Kapfenberg zum SK Sturm Graz, wo er anfangs als Stürmer und später häufig im Mittelfeld spielte. Hofmeister erreichte 51 Meisterschaftsspiele, einen Einsatz im ÖFB-Cupfinale gegen Wacker Innsbruck 1975 sowie vier erfolgreiche Spiele im Europapokal der Cupsieger – Sturm stieg 1975/1976 über Slavia Sofia und Haladas Szombathely ins Viertelfinale auf, wo man auf Eintracht Frankfurt traf. Im Dezember 1977 wechselte er in die Landesliga zum SC Bruck/Mur.
Hofmeister arbeitete als Hauptschullehrer und war nach seiner Karriere als Fußballspieler von 1990 bis 2009 Direktor der Jakob-Eduard-Schmölzer-Hauptschule Kindberg.
Von 1993 bis 2009 war Hofmeister Bürgermeister der Stadtgemeinde Kindberg.